# Любов (филм, 2012)
„Любов“ (на френски: Amour) е френско-австрийска драма от 2012 година, режисиран от Михаел Ханеке по негов сценарий.

## Сюжет
Цялото действие на филма с изключение на началната сцена се провежда в обикновен апартамент в Париж.
Осемдесетгодишният Жорж (Жан-Луи Трентинян) и Ан (Емануел Рива) са уважавани учители по музика и присъстват на концерт на бивш свой студент. Дъщеря им Ева (Изабел Юпер) живее отделно със семейството си. Внезапно Джордж забелязва, че Ан има хемиплегия.
След като се връща от болница в инвалидна количка (тялото на Ан е половината парализирано) любовта на двойката се подлага на сериозен тест. Жорж трябва да направи всичко, за да помогне на жена си. Той и помага във всичко – храни я, води я до тоалетната, като по този начин изпълнява желанието на съпругата си да не се връща в болницата.
След като състоянието на Ан се влошава, дъщеря ѝ Ева продължава да не се грижи за болната си майка, а решава проблемите си с недвижими имоти. Депресираният Жорж полага грижи и веднъж на всеки две седмици семейният лекар Бертие посещава апартамента.
Един ден осъзнавайки, че съпругата му вече няма да се възстанови Жорж я освобождава от страданието. Той я облича официално, купува цветя и я задушава с тялото си. Останал сам в празния апартамент пише писма до покойната си съпруга. В края на филма Ан се появява отново до него и двамата напускат апартамента завинаги.
В последната сцена Ева идва в празната къща на баща си и минава през празен апартамент.

## В ролите
| Изпълнител        | Роля       |
| ----------------- | ---------- |
| Жан-Луи Трентинян | Жорж Лоран |
| Емануел Рива      | Ан Лоран   |
| Изабел Юпер       | Ева Лоран  |
| Александре Таро   | себе си    |
| Уилям Шимел       | Джеф       |
| Рита Бланко       | Портиер    |

## Награди и номинации
- 2013 Печели Оскар за най-добър чуждоезичен филм.